# Słoniak
Słoniak, słoniorośl, słonirośla, słoniówka (Phytelephas Ruiz & Pav.) – rodzaj roślin z rodziny arekowatych (Arecaceae). Obejmuje 4 gatunki. Rośliny te występują naturalnie w klimacie tropikalnym Ameryki, od Panamy po Amazonię i Boliwię.

## Morfologia
PokrójDrzewa o pojedynczej kłodzinie.
LiścieParzystopierzaste, włókniste u nasady.
KwiatyPromieniste, rozdzielnopłciowe, zebrane w wiechy, rozwijają się w kątach pędów. Kwiaty męskie mają 3 wolne płatki oraz 3 inne, nieco zrośnięte, z licznymi wolnymi pręcikami. Kwiaty żeńskie mają 3 małe działki kielicha i 4–10 wolnych płatków, zalążnia jest górna, jednokomorowa, zawierająca 4–10 zrośniętych owocolistków.

## Systematyka
Pozycja systematyczna według Angiosperm Phylogeny Website (aktualizowany system APG IV z 2016)Należy do rodziny arekowatych (Arecaceae), rzędu arekowce (Arecales), kladu jednoliścienne (monocots) w obrębie kladu okrytonasiennych.
Wykaz gatunków
- Phytelephas aequatorialis Spruce
- Phytelephas macrocarpa Ruiz & Pav. – słoniak wielkoowocowy
- Phytelephas tenuicaulis (Barfod) A.J.Hend.
- Phytelephas tumacana O.F.Cook

## Zastosowanie
Nasiona gatunku P. macrocarpa są dość duże (4 cm długości), twarde, zbudowane z prawie czystej celulozy o barwie i strukturze zbliżonej do kości słoniowej dzięki czemu wykorzystywane są jako surowiec imitujący kość słoniową.